# Coleophora altivagella
Coleophora altivagella é uma espécie de mariposa do gênero Coleophora pertencente à família Coleophoridae.